# Systém APG
Systém APG vytvořila skupina autorů zvaná Angiosperm Phylogeny Group (odtud zkratka APG). Je moderním taxonomickým systémem založeným na molekulárněbiologických metodách na rozdíl od starších systémů, které byly založeny především na morfologii rostlin. Systém byl poprvé publikován v roce 1998 a byl vypracován na základě studie DNA tří genů – dvou genů z chloroplastů a jednoho genu kódujícího ribozom – a na následující kladistické analýze. Ačkoliv je založen pouze molekulárněbiologicky, k rozlišování hlavních skupin jsou i jiné důkazy (např. morfologie pylu potvrzuje odštěpení tzv. eudicots a zbytku dvouděložných).
Systém se zdá spíše kontroverzní kvůli rázným změnám na úrovni čeledí. Rozděluje množství dlouho uznávaných tradičních čeledí a mnohé jiné zase slučuje. Neobvyklé také je, že nepoužívá tradiční botanická jména u ranků vyšších než řád. Vyšší úrovně jsou definovány pouze pojmy „clade“ jako monocots, eudicots, rosids, asterids.
Systém byl v roce 2003 aktualizován pod názvem systém APG II. V roce 2009 byla provedena aktualizace pod názvem systém APG III a v roce 2016 byl vydán systém APG IV.
Hlavními skupinami systému jsou následující klady:
ANGIOSPERMS:
- monocots
  - commelinoids
- eudicots
  - core eudicots
    - rosids
      - eurosids I
      - eurosids II

    - asterids
      - euasterids I
      - euasterids II

Ilustrace v barvě Archivováno 22. 8. 2006 na Wayback Machine.
Systém APG rozeznává 462 čeledí a 40 řádů, viz seznam. Ne všechny řády a čeledi v systému mohly být dokonale zařazeny.
- klad angiosperms
čeleď Amborellaceae
čeleď Austrobaileyaceae
čeleď Canellaceae
čeleď Chloranthaceae
čeleď Hydnoraceae
čeleď Illiciaceae
čeleď Nymphaeaceae [+ čeleď Cabombaceae]
čeleď Rafflesiaceae
čeleď Schisandraceae
čeleď Trimeniaceae
čeleď Winteraceae
řád Ceratophyllales
čeleď Ceratophyllaceae
řád Laurales
čeleď Atherospermataceae
čeleď Calycanthaceae
čeleď Gomortegaceae
čeleď Hernandiaceae
čeleď Lauraceae
čeleď Monimiaceae
čeleď Siparunaceae
řád Magnoliales
čeleď Annonaceae
čeleď Degeneriaceae
čeleď Eupomatiaceae
čeleď Himantandraceae
čeleď Magnoliaceae
čeleď Myristicaceae
řád Piperales
čeleď Aristolochiaceae
čeleď Lactoridaceae
čeleď Piperaceae
čeleď Saururaceae
klad monocots
čeleď Corsiaceae
čeleď Japonoliriaceae
čeleď Nartheciaceae
čeleď Petrosaviaceae
čeleď Triuridaceae
řád Acorales
čeleď Acoraceae
řád Alismatales
čeleď Alismataceae
čeleď Aponogetonaceae
čeleď Araceae
čeleď Butomaceae
čeleď Cymodoceaceae
čeleď Hydrocharitaceae
čeleď Juncaginaceae
čeleď Limnocharitaceae
čeleď Posidoniaceae
čeleď Potamogetonaceae
čeleď Ruppiaceae
čeleď Scheuchzeriaceae
čeleď Tofieldiaceae
čeleď Zosteraceae
řád Asparagales
čeleď Agapanthaceae
čeleď Agavaceae
čeleď Alliaceae
čeleď Amaryllidaceae
čeleď Anemarrhenaceae
čeleď Anthericaceae
čeleď Aphyllanthaceae
čeleď Asparagaceae
čeleď Asphodelaceae
čeleď Asteliaceae
čeleď Behniaceae
čeleď Blandfordiaceae
čeleď Boryaceae
čeleď Convallariaceae
čeleď Doryanthaceae
čeleď Hemerocallidaceae
čeleď Herreriaceae
čeleď Hyacinthaceae
čeleď Hypoxidaceae
čeleď Iridaceae
čeleď Ixioliriaceae
čeleď Lanariaceae
čeleď Laxmanniaceae
čeleď Orchidaceae
čeleď Tecophilaeaceae
čeleď Themidaceae
čeleď Xanthorrhoeaceae
čeleď Xeronemataceae
řád Dioscoreales
čeleď Burmanniaceae
čeleď Dioscoreaceae
čeleď Taccaceae
čeleď Thismiaceae
čeleď Trichopodaceae
řád Liliales
čeleď Alstroemeriaceae
čeleď Campynemataceae
čeleď Colchicaceae
čeleď Liliaceae
čeleď Luzuriagaceae
čeleď Melanthiaceae
čeleď Philesiaceae
čeleď Ripogonaceae
čeleď Smilacaceae
řád Pandanales
čeleď Cyclanthaceae
čeleď Pandanaceae
čeleď Stemonaceae
čeleď Velloziaceae
klad commelinoids
čeleď Abolbodaceae
čeleď Bromeliaceae
čeleď Dasypogonaceae
čeleď Hanguanaceae
čeleď Mayacaceae
čeleď Rapateaceae
řád Arecales
čeleď Arecaceae
řád Commelinales
čeleď Commelinaceae
čeleď Haemodoraceae
čeleď Philydraceae
čeleď Pontederiaceae
řád Poales
čeleď Anarthriaceae
čeleď Centrolepidaceae
čeleď Cyperaceae
čeleď Ecdeiocoleaceae
čeleď Eriocaulaceae
čeleď Flagellariaceae
čeleď Hydatellaceae
čeleď Joinvilleaceae
čeleď Juncaceae
čeleď Poaceae
čeleď Prioniaceae
čeleď Restionaceae
čeleď Sparganiaceae
čeleď Thurniaceae
čeleď Typhaceae
čeleď Xyridaceae
řád Zingiberales
čeleď Cannaceae
čeleď Costaceae
čeleď Heliconiaceae
čeleď Lowiaceae
čeleď Marantaceae
čeleď Musaceae
čeleď Strelitziaceae
čeleď Zingiberaceae
klad eudicots
čeleď Buxaceae
čeleď Didymelaceae
čeleď Sabiaceae
čeleď Trochodendraceae [+ čeleď Tetracentraceae]
řád Proteales
čeleď Nelumbonaceae
čeleď Platanaceae
čeleď Proteaceae
řád Ranunculales
čeleď Berberidaceae
čeleď Circaeasteraceae [+ čeleď Kingdoniaceae]
čeleď Eupteleaceae
čeleď Lardizabalaceae
čeleď Menispermaceae
čeleď Papaveraceae [+ čeleď Fumariaceae a čeleď Pteridophyllaceae]
čeleď Ranunculaceae
klad core eudicots
čeleď Aextoxicaceae
čeleď Berberidopsidaceae
čeleď Dilleniaceae
čeleď Gunneraceae
čeleď Myrothamnaceae
čeleď Vitaceae
řád Caryophyllales
čeleď Achatocarpaceae
čeleď Aizoaceae
čeleď Amaranthaceae
čeleď Ancistrocladaceae
čeleď Asteropeiaceae
čeleď Basellaceae
čeleď Cactaceae
čeleď Caryophyllaceae
čeleď Didiereaceae
čeleď Dioncophyllaceae
čeleď Droseraceae
čeleď Drosophyllaceae
čeleď Frankeniaceae
čeleď Molluginaceae
čeleď Nepenthaceae
čeleď Nyctaginaceae
čeleď Physenaceae
čeleď Phytolaccaceae
čeleď Plumbaginaceae
čeleď Polygonaceae
čeleď Portulacaceae
čeleď Rhabdodendraceae
čeleď Sarcobataceae
čeleď Simmondsiaceae
čeleď Stegnospermataceae
čeleď Tamaricaceae
řád Santalales
čeleď Olacaceae
čeleď Opiliaceae
čeleď Loranthaceae
čeleď Misodendraceae
čeleď Santalaceae
řád Saxifragales
čeleď Altingiaceae
čeleď Cercidiphyllaceae
čeleď Crassulaceae
čeleď Daphniphyllaceae
čeleď Grossulariaceae
čeleď Haloragaceae
čeleď Hamamelidaceae
čeleď Iteaceae
čeleď Paeoniaceae
čeleď Penthoraceae
čeleď Pterostemonaceae
čeleď Saxifragaceae
čeleď Tetracarpaeaceae
klad rosids
čeleď Aphloiaceae
čeleď Crossosomataceae
čeleď Ixerbaceae
čeleď Krameriaceae
čeleď Picramniaceae
čeleď Podostemaceae
čeleď Stachyuraceae
čeleď Staphyleaceae
čeleď Tristichaceae
čeleď Zygophyllaceae
řád Geraniales
čeleď Francoaceae
čeleď Geraniaceae [+ čeleď Hypseocharitaceae]
čeleď Greyiaceae
čeleď Ledocarpaceae
čeleď Melianthaceae
čeleď Vivianiaceae
klad eurosids I
čeleď Celastraceae
čeleď Huaceae
čeleď Parnassiaceae [+ čeleď Lepuropetalaceae]
čeleď Stackhousiaceae
řád Cucurbitales
čeleď Anisophylleaceae
čeleď Begoniaceae
čeleď Coriariaceae
čeleď Corynocarpaceae
čeleď Cucurbitaceae
čeleď Datiscaceae
čeleď Tetramelaceae
řád Fabales
čeleď Fabaceae
čeleď Polygalaceae
čeleď Quillajaceae
čeleď Surianaceae
řád Fagales
čeleď Betulaceae
čeleď Casuarinaceae
čeleď Fagaceae
čeleď Juglandaceae
čeleď Myricaceae
čeleď Nothofagaceae
čeleď Rhoipteleaceae
čeleď Ticodendraceae
řád Malpighiales
čeleď Achariaceae
čeleď Balanopaceae
čeleď Caryocaraceae
čeleď Chrysobalanaceae
čeleď Clusiaceae
čeleď Dichapetalaceae
čeleď Erythroxylaceae
čeleď Euphorbiaceae
čeleď Euphroniaceae
čeleď Flacourtiaceae
čeleď Goupiaceae
čeleď Hugoniaceae
čeleď Humiriaceae
čeleď Hypericaceae
čeleď Irvingiaceae
čeleď Ixonanthaceae
čeleď Lacistemaceae
čeleď Linaceae
čeleď Malesherbiaceae
čeleď Malpighiaceae
čeleď Medusagynaceae
čeleď Ochnaceae
čeleď Pandaceae
čeleď Passifloraceae
čeleď Putranjivaceae
čeleď Quiinaceae
čeleď Rhizophoraceae
čeleď Salicaceae
čeleď Scyphostegiaceae
čeleď Trigoniaceae
čeleď Turneraceae
čeleď Violaceae
řád Oxalidales
čeleď Cephalotaceae
čeleď Connaraceae
čeleď Cunoniaceae
čeleď Elaeocarpaceae
čeleď Oxalidaceae
čeleď Tremandraceae
řád Rosales
čeleď Barbeyaceae
čeleď Cannabaceae
čeleď Cecropiaceae
čeleď Celtidaceae
čeleď Dirachmaceae
čeleď Elaeagnaceae
čeleď Moraceae
čeleď Rhamnaceae
čeleď Rosaceae
čeleď Ulmaceae
čeleď Urticaceae
klad eurosids II
čeleď Tapisciaceae
řád Brassicales
čeleď Akaniaceae [+ čeleď Bretschneideriaceae]
čeleď Bataceae
čeleď Brassicaceae
čeleď Caricaceae
čeleď Emblingiaceae
čeleď Gyrostemonaceae
čeleď Koeberliniaceae
čeleď Limnanthaceae
čeleď Moringaceae
čeleď Pentadiplandraceae
čeleď Resedaceae
čeleď Salvadoraceae
čeleď Setchellanthaceae
čeleď Tovariaceae
čeleď Tropaeolaceae
řád Malvales
čeleď Bixaceae [+ čeleď Cochlospermaceae]
čeleď Cistaceae
čeleď Cochlospermaceae
čeleď Diegodendraceae
čeleď Dipterocarpaceae
čeleď Malvaceae
čeleď Muntingiaceae
čeleď Neuradaceae
čeleď Sarcolaenaceae
čeleď Sphaerosepalaceae
čeleď Thymelaeaceae
řád Myrtales
čeleď Alzateaceae
čeleď Combretaceae
čeleď Crypteroniaceae
čeleď Heteropyxidaceae
čeleď Lythraceae
čeleď Melastomataceae
čeleď Memecylaceae
čeleď Myrtaceae
čeleď Oliniaceae
čeleď Onagraceae
čeleď Penaeaceae
čeleď Psiloxylaceae
čeleď Rhynchocalycaceae
čeleď Vochysiaceae
řád Sapindales
čeleď Anacardiaceae
čeleď Biebersteiniaceae
čeleď Burseraceae
čeleď Kirkiaceae
čeleď Meliaceae
čeleď Nitrariaceae [+ čeleď Peganaceae]
čeleď Rutaceae
čeleď Sapindaceae
čeleď Simaroubaceae
klad asterids
řád Cornales
čeleď Cornaceae [+ čeleď Nyssaceae]
čeleď Grubbiaceae
čeleď Hydrangeaceae
čeleď Hydrostachyaceae
čeleď Loasaceae
řád Ericales
čeleď Actinidiaceae
čeleď Balsaminaceae
čeleď Clethraceae
čeleď Cyrillaceae
čeleď Diapensiaceae
čeleď Ebenaceae
čeleď Ericaceae
čeleď Fouquieriaceae
čeleď Halesiaceae
čeleď Lecythidaceae
čeleď Marcgraviaceae
čeleď Myrsinaceae
čeleď Pellicieraceae
čeleď Polemoniaceae
čeleď Primulaceae
čeleď Roridulaceae
čeleď Sapotaceae
čeleď Sarraceniaceae
čeleď Styracaceae
čeleď Symplocaceae
čeleď Ternstroemiaceae
čeleď Tetrameristaceae
čeleď Theaceae
čeleď Theophrastaceae
klad euasterids I
čeleď Boraginaceae
čeleď Plocospermataceae
čeleď Vahliaceae
řád Garryales
čeleď Aucubaceae
čeleď Eucommiaceae
čeleď Garryaceae
čeleď Oncothecaceae
řád Gentianales
čeleď Apocynaceae
čeleď Gelsemiaceae
čeleď Gentianaceae
čeleď Loganiaceae
čeleď Rubiaceae
řád Lamiales
čeleď Acanthaceae
čeleď Avicenniaceae
čeleď Bignoniaceae
čeleď Buddlejaceae
čeleď Byblidaceae
čeleď Cyclocheilaceae
čeleď Gesneriaceae
čeleď Lamiaceae
čeleď Lentibulariaceae
čeleď Myoporaceae
čeleď Oleaceae
čeleď Paulowniaceae
čeleď Pedaliaceae [+ čeleď Martyniaceae]
čeleď Phrymaceae
čeleď Plantaginaceae
čeleď Schlegeliaceae
čeleď Scrophulariaceae
čeleď Stilbaceae
čeleď Tetrachondraceae
čeleď Verbenaceae
řád Solanales
čeleď Convolvulaceae
čeleď Hydroleaceae
čeleď Montiniaceae
čeleď Solanaceae
čeleď Sphenocleaceae
klad euasterids II
čeleď Adoxaceae
čeleď Bruniaceae
čeleď Carlemanniaceae
čeleď Columelliaceae [+ čeleď Desfontainiaceae]
čeleď Eremosynaceae
čeleď Escalloniaceae
čeleď Icacinaceae
čeleď Polyosmaceae
čeleď Sphenostemonaceae
čeleď Tribelaceae
řád Apiales
čeleď Apiaceae
čeleď Araliaceae
čeleď Aralidiaceae
čeleď Griseliniaceae
čeleď Melanophyllaceae
čeleď Pittosporaceae
čeleď Torricelliaceae
řád Aquifoliales
čeleď Aquifoliaceae
čeleď Helwingiaceae
čeleď Phyllonomaceae
řád Asterales
čeleď Alseuosmiaceae
čeleď Argyrophyllaceae
čeleď Asteraceae
čeleď Calyceraceae
čeleď Campanulaceae [+ čeleď Lobeliaceae]
čeleď Carpodetaceae
čeleď Donatiaceae
čeleď Goodeniaceae
čeleď Menyanthaceae
čeleď Pentaphragmataceae
čeleď Phellinaceae
čeleď Rousseaceae
čeleď Stylidiaceae
řád Dipsacales
čeleď Caprifoliaceae
čeleď Diervillaceae
čeleď Dipsacaceae
čeleď Linnaeaceae
čeleď Morinaceae
čeleď Valerianaceae

Poznámka: "+ ..." = alternativní samostatné čeledi, které mohou být (ale nemusí) odštěpeny od čeledi předcházející.
- Čeledi s nejistým zařazením
čeleď Balanophoraceae
čeleď Bonnetiaceae
čeleď Cardiopteridaceae
čeleď Ctenolophonaceae
čeleď Cynomoriaceae
čeleď Cytinaceae
čeleď Dipentodontaceae
čeleď Elatinaceae
čeleď Geissolomataceae
čeleď Hoplestigmataceae
čeleď Kaliphoraceae
čeleď Lepidobotryaceae
čeleď Lissocarpaceae
čeleď Lophopyxidaceae
čeleď Medusandraceae
čeleď Mettenusiaceae
čeleď Mitrastemonaceae
čeleď Paracryphiaceae
čeleď Pentaphylacaceae
čeleď Peridiscaceae
čeleď Plagiopteraceae
čeleď Pottingeriaceae
čeleď Sladeniaceae
čeleď Strasburgeriaceae
čeleď Tepuianthaceae